# ADN-Z

La estructura de ADN-Z

El ADN-Z es una de las varias formas que puede adoptar el ADN. Esta conformación de ADN se configura como una doble hélice levógira (con giro hacia la izquierda) con un esqueleto en zigzag. Esta configuración se genera en determinadas secuencias, que alternan purinas y pirimidinas, especialmente con la alternancia de deoxicitidina y deoxiguanosina.

## Estructura
El ADN-Z es una doble hélice con enrollamiento hacia la izquierda. Tiene doce pares de bases por giro completo y se puede observar en segmentos de ADN con secuencia alternante de bases púricas y pirimidínicas (GCGCGC), debido a la conformación alternante de los residuos de bases nitrogenadas. Requiere de una concentración de cationes superior a la del ADN-B. Los grupos fosfato se encuentran más cerca entre ellos en comparación a la forma ADN-B.
La conformación Z está favorecida por un elevado contenido en G-C. Las secuencias de ADN pueden pasar de la forma B hacia la forma Z y viceversa.
Cuando un ADN está muy concentrado o el medio en el que se encuentra reduce la humedad relativa por debajo del 75%, se ha observado que el ADN-B cambia su conformación al tipo denominado ADN-A. Esta estructura aún no se ha encontrado in vivo, pero es importante porque es la que adoptan los híbridos ADN-ARN y el ARN bicatenario.
Solo se observa un surco, el emparejamiento entre las bases (que forman el surco mayor –cercano al eje en la forma ADN-B) está más hacia lateral, en la superficie exterior, lejos del eje.
El conjunto es una doble hélice más estrecha y alargada que el ADN-B; una diferencia notable es que las purinas están en conformación syn-, es decir, la base y la pentosa están situados del mismo lado que el enlace glicosídico. Otra diferencia estructural es que en el ADN-Z, la diferencia entre los surcos disminuye, siendo más pequeño el surco mayor y más grande el surco menor. Se sigue diferenciando dichos surcos, pero con más dificultad.

## Formación del ADN-Z
La formación del ADN-Z se produce durante la transcripción genética, en los puntos de inicio de la transcripción cerca de los promotores de genes que se transcriben de manera activa. Durante la transcripción, el movimiento de la ARN polimerasa induce una superhelicoidización negativa en la parte anterior o corriente arriba y una superhelicoidización en la parte posterior o corriente debajo de la transcripción. La superhelicoidización negativa corriente arriba favorece la formación del ADN-Z; una función posible del ADN-Z podría ser absorber esta superhelicoidización negativa. Al final de la transcripción, la topoisomerasa o ADN girasa relaja la estructura del ADN, y retorna a la conformación B.

## Comparación entre ADN Z-A-B
|                                   | ADN-Z                                                | ADN-A                            | ADN-B                       |
| --------------------------------- | ---------------------------------------------------- | -------------------------------- | --------------------------- |
| Sentido de giro de la hélice      | Levógiro (con giro a la izquierda)                   | Dextrógiro (con giro al derecho) | Dextrógiro                  |
| Forma y tamaño                    | Más estrecha y larga                                 | Más ancha y corta                | Intermedia                  |
| Surco mayor                       | Sin profundidad                                      | Estrecho, profundo               | Amplio, profundidad media   |
| Surco menor                       | Estrecho, profundo                                   | Amplio, no profundo              | Estrecho, profundidad menor |
| Diámetro de la hélice             | 1,84 nm                                              | 2,55 nm                          | 2,37 nm                     |
| Unidad estructural                | Dos pares de bases                                   | Par de bases                     | Par de bases                |
| Pares de bases por vuelta         | 12                                                   | 11                               | 10,4                        |
| Distancia entre pares de bases    | 0,53 nm (G-C) / 0,41 nm (C-G)                        | 0,23 nm                          | 0,34 nm                     |
| Paso de hélice o vuelta completa  | 4,56 nm                                              | 2,53 nm                          | 3,54 nm                     |
| Rotación por residuo              | -30°                                                 | 32,7°                            | 34,6°                       |
| Inclinación de los pares de bases | 9°                                                   | 19°                              | 1,2°                        |
| Balanceo                          | -3,4°                                                | 5,9°                             | -1°                         |
| Alabeo                            | 4,4°                                                 | 15,4°                            | 11,7°                       |
| Plegamiento del azúcar            | E C2'-endo (pirimidinas) / E C3'-endo (purinas)      | E C3'-endo                       | E C2'-endo                  |
| Conformación enlace N-glucosídico | Anti (pirimidinas) / Syn (purinas)                   | Anti                             | Anti                        |
| Conformación enlace C-4'-C-5'     | + Sinclinal (pirimidinas) / Antiperiplanar (purinas) | + Sinclinal                      | + Sinclinal                 |